# Татран (футбольный клуб)
«Та́тран» (словац. 1. FC Tatran Prešov) — словацкий футбольный клуб из города Прешова, выступающий в восточной зоне третьей лиги. Основан в 1898 году. Домашние матчи проводит на стадионе «Татран», вмещающем 14 000 зрителей.

## История
Клуб ведёт отсчёт истории с 1898 года, когда при спортивном обществе венгерской диаспоры «Эперьеши» появилась футбольная команда, в современном виде возник в 1948 году после слияния «Славии» и других местных клубов. С сезона 1950 года под названием «Дукла» команда выступала в первой чехословацкой лиге. Первые успехи пришли в 1960-е годы: в сезоне-1963/64, уже под названием «Татран», команда заняла третье место, а в следующем сезоне 1964/65 годов — второе место. Следующий чемпионат-1965/66 «Татран» провёл слабо и выбыл из первой лиги, но дошёл до финала кубка, в котором уступил пражской «Дукле». Поскольку «Дукла» стала и чемпионом Чехословакии, «Татран» тем самым добился права участия в Кубке обладателей кубков-1966/67, где в первом же раунде проиграл западногерманской «Баварии» по сумме двух встреч (1:1, 2:3).
Далее вплоть до разделения Чехословакии команда в основном занимала места в середине таблицы, несколько раз выбывая из первой лиги. Успешным стал сезон 1972/73 годов, в котором «Татран» всего на 1 очко отстал от чемпиона — «Спартака» (Трнава). Второе место в чемпионате гарантировало попадание в Кубок УЕФА-1973/74. Одержав победу в первом раунде над югославским «Вележом» (4:2 и 1:1), «Татран» вышел в 1/16 финала, где его соперником стал западногерманский «Штутгарт». Проиграв первый матч 1:3, «Татран» в ответной игре в Прешове вёл 3:1 после основного времени, но проиграл по итогам дополнительного времени со счётом 3:5. Вернувшись после годичного отсутствия в первую лигу в 1980 году как победитель словацкой народной лиги, «Татран» заявился в Кубок Митропы-1980/81 и выиграл его, опередив по разнице и числу забитых мячей венгерский «Чепель» и итальянский «Комо».
«Татран» неоднократно принимал участие в Кубке Интертото, но лишь раз одержал победу в групповом турнире, выиграв в розыгрыше 1978 года все 6 матчей против датского «Эсбьерга», австрийского «Винера» и швейцарского «Янг Бойза». В кубке Чехословакии 1991/92 годов «Татран» снова дошёл до финала, уступив другой пражской команде — «Спарте» (1:2). Благодаря выходу в финал первого розыгрыша кубка независимой Словакии, «Татран» попал в Кубок кубков-1994/95. Обыграв представителей британского футбола, североирландский «Бангор» (1:0, 4:0) и шотландский «Данди Юнайтед» (2:3, 3:1), «Татран» вышел в 1/8 финала, проиграв итоговому победителю турнира, испанской команде «Реал Сарагоса» (0:4, 1:2).

## Достижения
- Обладатель Кубка Словакии (1): 1992
- Обладатель Кубка Чехословакии (1): 1953
- Обладатель Кубка Митропы (1): 1981